# Kőrösi András
Kőrösi András (Debrecen, 1966. augusztus 19. –) magyar színművész.

## Életpályája
1989-1993 között a Színház- és Filmművészeti Főiskola hallgatója volt. 1994-2015 között a kaposvári Csiky Gergely Színház tagja volt.

## Fontosabb színházi szerepei
- Lehár: A víg özvegy – Báró Zéta Mirkó nagykövet
- Móricz: Úri muri – Málinka
- Georges Feydeau: A hülyéje – Pinchard
- Kálmán: Marica grófnő – Endrődy-Wittenburg Tasziló
- Darvas – Rejtő – Hamvai – Varró: Vesztegzár a Grand Hotelban – Sedlintz
- Szamuil Marsak – Békés István: A bűvös erdő – December
- Shakespeare: Julius Caesar – M. Aemilius Lepidus
- Martos – Huszka: Lili bárónő – Illésházy gróf
- Lőrinczy Attila: Fahim – Predrag
- Ebb – Masteroff – Kander: Kabaré – Schulz úr
- Bernstein-Sondheim: West Side Story – Bernardo
- Lőrinczy Attila: A csoda alkonya – Doktor Prosper Alpanns
- Rice-Webber: Jézus Krisztus Szupersztár – Kajafás
- Norman-Stoppard: Szerelmes Shakespeare – Tilney

## Filmes és televíziós szerepei
- Szomszédok (1988-1999)
- Kisváros (1993-1998) ...Tűzszerész
- Barátok közt (2006)
- Ízig-vérig (2019) ...Kikötő őr
- A Tanár (2020) ...Tibi apja
- A halálügyész (2020) ...B. Nagy, ügyész
- Hunyadi (2025) ...Radu Oltean